# Five O’Clock Orchestra
Five O’Clock Orchestra (także w skrócie FOCO) – polski zespół muzyczny wykonujący jazz tradycyjny, uważany za jeden z najstarszych polskich zespołów wykonujący ten gatunek muzyki. Powstał w Częstochowie na przełomie września i października 1969 roku na Politechnice Częstochowskiej. Założycielem zespołu był Tadeusz Orgielewski.
Pierwotnie zespół nazywał się Five O’Clock. Protoplastą sekstetu o tej nazwie był kwartet o nazwie Teges. Od stycznia 2003 nosi obecną nazwę.

## Skład
W pierwszym składzie Five O’Clocku znaleźli się:
- Tadeusz Orgielewski – lider zespołu (trąbka, później kornet),
- Andrzej Wardęga (perkusja),
- Andrzej Koronka (puzon),
- Bogdan Wróbel (klarnet),
- Bogdan Belof (banjo),
- Juliusz Niewiarowski (kontrabas).

W zespole pojawili się też tacy muzycy, jak:
- Tadeusz Kupczyk,
- Andrzej Nowicki,
- Eugeniusz „Kerry” Marszałek (kontrabas),
- Stefan Więcławski,
- Daniel Pomorski,
- Janusz Sołtysik (saksofon),
- Wojciech Kamiński (klawisze),
- Dymitr Markiewicz,
- Siergiej Wowkotrub (skrzypce),
- Justyna Królak (wokal),

Aktualnie w zespole grają:
- Tadeusz Orgielewski (kornet),
- Andrzej Wardęga (perkusja i wokal),
- Piotr Górka (kontrabas),
- Jakub Moroń (puzon),
- Maciej Cichoń (banjo),
- Leszek Nowotarski (saksofon)

## Działalność zespołu
Muzyka Five O’Clock Orchestry to dixieland oparty na solidnych podstawach jazzu nowoorleańskiego.
Dwukrotne zdobycie ZŁOTEJ TARKI (2001, 2002), koncerty w kraju i za granicą, udział w festiwalach jazzowych, to tylko niektóre widoczne ślady tych rozkochanych w jazzie tradycyjnym muzyków.
Bardzo ważnym aspektem w pracy zespołu jest działalność popularyzatorska.
To właśnie z jego inicjatywy powstał w Częstochowie Festiwal Jazzu Tradycyjnego Hot Jazz Spring Częstochowa.
Zespół koncertuje w wielu miastach Polski, na różnych festiwalach jazzu tradycyjnego i na koncertach. Nagrywa także płyty.
Na scenie Teatru im. Adama Mickiewicza w Częstochowie w 2019 współtworzy 50-osobową obsadę spektaklu „Czyż nie dobija się koni?”

### Nagrody
- 2001 – Złota Tarka
- 2002 – Złota Tarka

- 2009 – Honorowa Złota Tarka[1]

### Dyskografia
- „Lazy River” Five O’Clock Orchestra
- „Bix & Henryk” Five O’Clock Orchestra & Friends
- „Suita Nowoorleańska” Five O’Clock Orchestra i Orkiestra Filharmonii Częstochowskiej
- „Jubilee” Five O’Clock Orchestra feat. Janusz Szrom